# Лумі

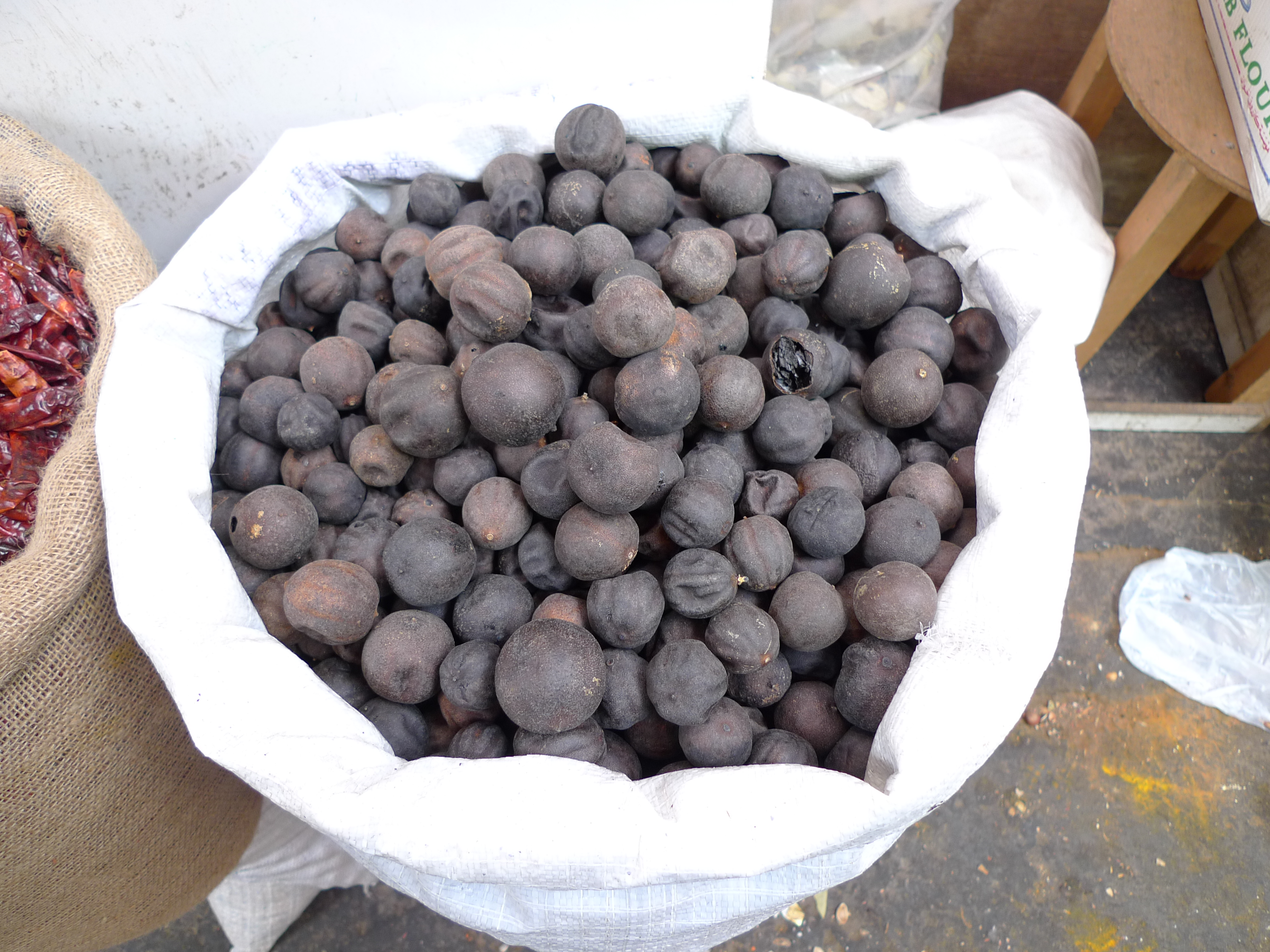
Продаж лумі на ринку в Манамі

Лумі — сушений лайм. Пряність, яка використовується в країнах Близького Сходу і Перської затоки. Свіжий лайм варять в солоній воді, а потім сушать на сонці до повного випаровування рідини. В цей час лайм темніє, тому його ще називають «чорний лайм». Лумі зберігає кислоту і гіркоту лайму, а також набуває якісь димчасті нотки смаку. Готовий лумі подрібнюють до порошкоподібного стану, а потім змішують з іншими спеціями або використовують самостійно. Найчастіше лумі додають у страви з рису. Цю пряність використовують також при приготуванні страв з м'яса, риби, бобів. Лумі додають і в рагу, а також в перші страви.